# Daniel Ier d'Adelon
Daniel Ier d'Adelon, ou Daniel Ier de Termonde, mort après 1225, est un noble d'origine flamande. Il est le fils de Thierry de Termonde, seigneur d'Adelon ainsi que connétable de l'empire latin de Constantinople, et de son épouse Agnès de Besmedin.
Après la mort de ses parents, il devient à son tour seigneur d'Adelon.
En 1225, il accompagne la reine Isabelle II de Jérusalem lors de sa traversée de Tyr à Brindisi, où elle doit être mariée à l'empereur Frédéric II.
Il épouse en premières noces Isabelle, fille de Thomas de Maugasteau et sœur de Philippe, le mari de la sœur de Daniel, Marguerite d'Adelon, mais ils n'ont pas d'enfant ensemble.
Devenu veuf, il épouse en secondes noces Agnès de Francleu, fille de Gérard de Franco-Loco, avec qui il a trois enfants :
- Daniel II d'Adelon, qui succède à ses parents ;
- Agnès d'Adelon, qui épouse Garnier l'Aleman le Jeune, fils d'Haimon l'Aleman ;
- Isabelle d'Adelon, qui épouse Hugues l'Aleman, fils de Garnier l'Aleman l'Ancien.

La date de sa mort est inconnue mais survient après 1225, et c'est son fils Daniel II qui lui succède comme seigneur d'Adelon.